# Corroy-le-Grand
Corroy-le-Grand (Waals: Côroe-l'-Grand) is een dorp in de Belgische provincie Waals-Brabant en een deelgemeente van gemeente Chaumont-Gistoux.
In de deelgemeente liggen nog enkele gehuchten, zoals Vieusart, Laid Burniau en Manypré.

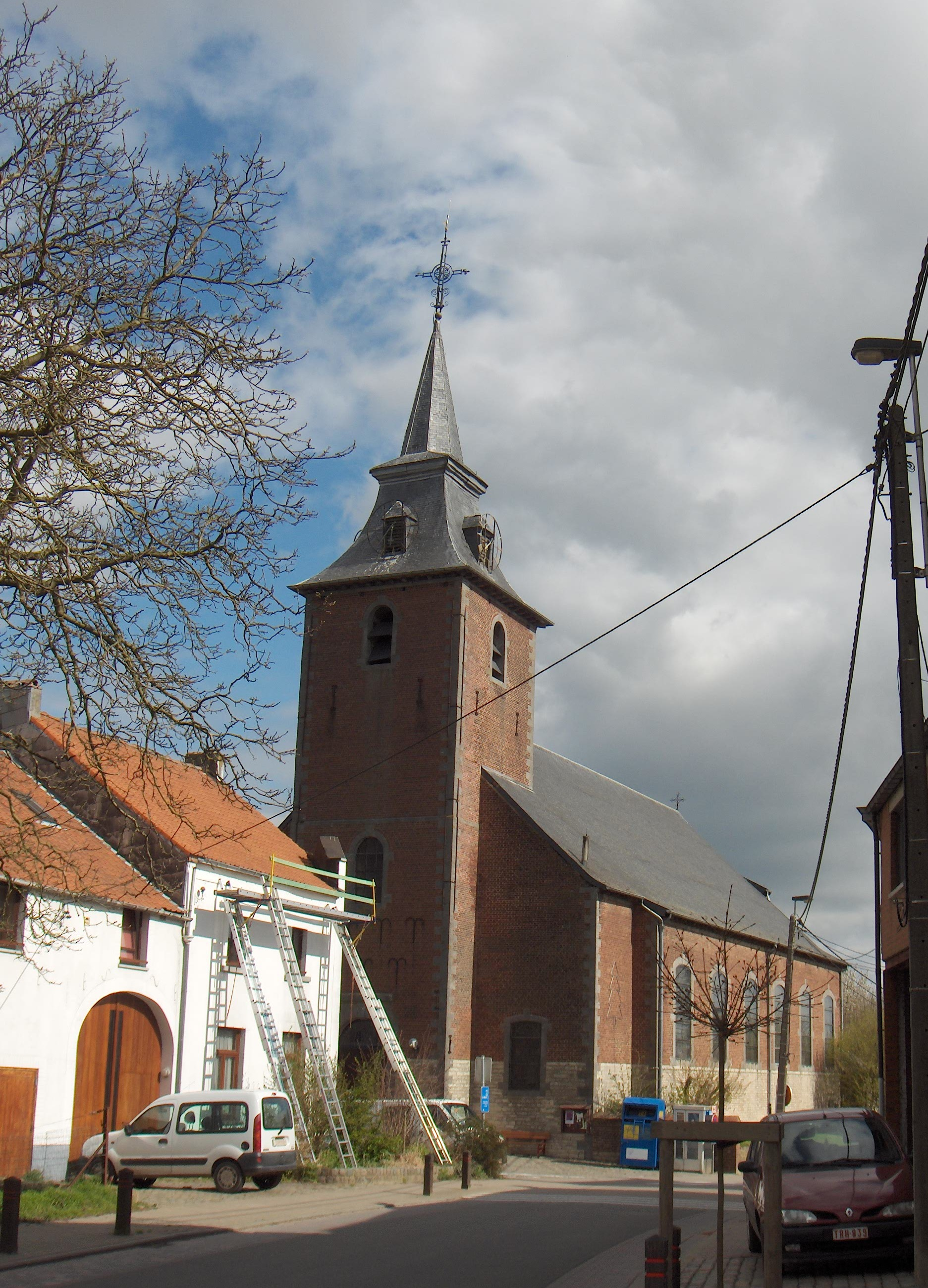
Église Saint-Étienne

## Plaatsnaam
De naam Corroy wordt voor het eerst vermeld als Colreit in een tekst uit het jaar 1083 (in een kopie van rond het jaar 1700). Dit veel voorkomende toponiem komt van het Latijnse coryletum of coruletum, hetgeen "hazelaarbos" betekent. Varianten op deze naam vinden we onder meer in Corroy-le-Château (bij Gembloers), Cauroy-lès-Hermonville (bij Reims) en Koereit (bij Asse). Ook de familienaam Colruyt heeft dezelfde oorsprong.

## Geschiedenis
Onder het ancien régime was Corroy-le-Grand een zelfstandige heerlijkheid. Juridisch viel het onder de meierij van Mont-Saint-Guibert, in het kwartier van Brussel van het hertogdom Brabant.
Na de Franse invasie werd het dorp als gemeente ingedeeld bij het kanton Nil-Saint-Martin van het Dijledepartement.
Corroy-le-Grand behield zijn status als zelfstandige gemeente tot 1977, toen het met Chaumont-Gistoux gefusioneerd werd. Bij die fusies werd het stuk grondgebied ten westen van de autosnelweg A4/E411, met daarbij het gehucht La Baraque, overgeheveld naar buurgemeente Ottignies-Louvain-la-Neuve.

## Bezienswaardigheden
- De Sint-Stefanuskerk (Église Saint-Etienne) is een classicistisch bouwwerk van 1775-1777. Het orgel met orgelkast werd gebouwd door Jean-Baptiste Goynaut.
- De Moulin du Bloquia is een voormalige watermolen op de Train die tijdens de 19e eeuw als papiermolen werd ingezet.

## Natuur en landschap
Corroy-le-Grand ligt aan de bovenloop van de Train. De hoogte aan de kerk bedraagt 130 meter.

## Demografische ontwikkeling
- Bronnen:NIS, Opm:1831 tot en met 1970=volkstellingen, 1976= inwoneraantal op 31 december

## Politiek
Corroy-le-Grand had een eigen gemeentebestuur en burgemeester tot de fusie van 1977. Burgemeesters waren:
- ...-1970 : René Salmon
- 1970-1976 : Michel Vandenschrick

## Bekende inwoners
- Eugène François de Dorlodot (Charleroi, 27 maart 1783 - Brussel, 18 april 1869) industrieel in Acoz (Henegouwen), senator van Charleroi (1850-1863). Zijn dochter Hortense de Dorlodot laat het kasteel van Vieusart bouwen.
- Albert Doppagne, Belgische filoloog geboren op 29 juni 1912 in Hoei (Huy) en op 13 november 2003 overleden in Corroy-le-Grand. Hoogleraar aan de ULB (Université libre de Bruxelles) en voorzitter van de Franstalige afdeling van de Koninklijke Belgische commissie voor volkskunde.

## Nabijgelegen kernen
Vieusart, Louvain-la-Neuve, Corbais, Nil-Saint-Martin, Gistoux
Deelgemeenten: Bonlez · Chaumont-Gistoux · Corroy-le-Grand · Dion-le-Mont · Dion-le-Val · Longueville

Overige plaatsen: Arnelle · Bas-Bonlez · Brocsous · Les Bruyères · Champtaine · Chaumont · Gistoux · Grippelotte · Inchebroux · Laid Burniau · Louvrange · Manypré · Ocquière · Roblet · Somville · Vieusart

Belgische gemeenten · Arrondissement Nijvel · Waals-Brabant · Wallonië